# Fermín IV
Fermín IV, właśc. Fermín IV Caballero Elizondo (ur. w grudniu 1974 w Monterrey) – meksykański raper, członek meksykańskiej grupy hip-hopowej Control Machete, pastor. 

## Życiorys
W 1996 roku wstąpił do formacji Control Machete, której członkiem był do 2002 roku. Po odejściu z zespołu zdecydował się na drogę religijną. Obecnie jest żonaty, ma trzy córki i działa jako pastor w zborze chrześcijańskim Semilla de Mostaza w mieście Meksyk.

## Dyskografia

### Control Machete
- Mucho Barato... (1996)
- Artillería Pesada Presenta (1999)
- Solo Para Fanáticos (2002)

### Solo
- Boomerang (2002)
- Fermín IV En Vivo (2004)
- Los Que Trastornan al Mundo (2005)
- Fermin IV Presenta: Están por Alcanzarte / Hip Hop por la Vida (2008)
- Dúos Con (2008)
- Y Mi Vida Comenzó (2014)
- Odio/Amor (2017)[5]
- Decisiones (2019)
- Ya Puedes Sonreír (2022)